# サン・グレゴーリオ・ディッポーナ
サン・グレゴーリオ・ディッポーナ（イタリア語: San Gregorio d'Ippona）は、イタリア共和国カラブリア州ヴィボ・ヴァレンツィア県にある、人口約2,600人の基礎自治体（コムーネ）。

## 地理

### 位置・広がり

#### 隣接コムーネ
隣接するコムーネは以下の通り。
- フランチカ
- ヨナーディ
- サン・コスタンティーノ・カーラブロ
- ヴィーボ・ヴァレンツィア

## 行政

### 分離集落
サン・グレゴーリオ・ディッポーナには、以下の分離集落（フラツィオーネ）がある。
- Mezzocasale, Regina Elena, Zammarò